# Apertium
Apertium je platforma za računalniško prevajanje, razvita s podporo španske vlade ter Univerze v Alicanteju. Platforma je odprtokodna in izdana pod licenco GNU GPL.
Apertium je nastal kot eden izmed pogonov za računalniško prevajanje v projektu OpenTrad. Sprva je bil namenjen prevajanju med sorodnimi jeziki, njegove zmožnosti pa so se medtem razširile tudi na bolj oddaljene jezikovne pare. Za izdelavo novega prevajalnega sistema je treba pripraviti jezikoslovne podatke (slovarje, pravila) v dobro definirani XML obliki.
Jezikoslovni podatki, ki so že razviti za Apertium, podpirajo romanske jezike v Španiji (kastiljščino, katalonščino in galicijšino), ter angleščino, portugalščino, francoščino, romunščino in oksitanščino.
Apertium je računalniški prevajalski sistem s plitvim prenosom, ki uporablja končni pretvornik za vse svoje leksikološke transformacije in skriti model Markova za označevanje izgovorjave oz. ugotavljanje besednih vrst.